# Mistrovství světa juniorů ve sportovním lezení 2016
Mistrovství světa juniorů ve sportovním lezení 2016 (anglicky: IFSC World Youth Championship) se uskutečnilo jako dvacátý čtvrtý ročník 7.-13. listopadu v Kantonu v lezení na obtížnost, rychlost a podruhé i v boulderingu. Do průběžného světového žebříčku juniorů se bodovalo třicet prvních závodníků v každé kategorii lezců od 14 do 19 let.

## Průběh MSJ
Největšími favoritkami závodů byly talentované lezkyně, patnáctiletá Američanka Ašima Širaiši, loňská dvojnásobná juniorská mistryně v lezení na obtížnost i v boulderingu v kategorii B (v roce 2016 přelezla také boulder obtížnosti 8C), obdobně sedmnáctiletá Slovinka Janja Garnbret v kategorii A (také úřadující mistryně světa). Obě ve svých kategoriích obhájily tituly juniorských mistryň v lezení na obtížnost i v boulderingu.
Domácí lezci nezískali žádnou medaili, nejlépe skončili tři závodníci na šestých a sedmých místech v lezení na rychlost.

### Češi na MSJ
Z českých reprezentantů, které na MS nominoval Český horolezecký svaz se nejvíce dařilo Jakubovi Konečnému, který se v lezení na obtížnost v kategorii A v kvalifikaci umístil na druhém místě. Dále se MS účastnili Zbyšek Černohous, Veronika Scheuerová, Vojtěch Trojan, Lenka Slezáková a Eliška Adamovská, doprovázela je trenérka Eliška Karešová. V lezení na rychlost zde v tomto roce Česko nemělo reprezentanty.

### Výsledky juniorů a juniorek
| obtížnost                | obtížnost                   | rychlost                   | rychlost             | bouldering          | bouldering              |
| ------------------------ | --------------------------- | -------------------------- | -------------------- | ------------------- | ----------------------- |
| junioři                  | juniorky                    | junioři                    | juniorky             | junioři             | juniorky                |
| 1. Simon Lorenzi         | 1. Margo Hayes              | 1. Ludovico Fossali        | 1. Darja Kanová      | 1. Borna Čujić      | 1. Margo Hayes          |
| 2. Júki Hada             | 2. Hannah Schubert          | 2. Pierre Rebreyend        | 2. Patrycja Chudziak | 2. Baptiste Ometz   | 2. Tara Hayes           |
| 3. Dimitri Vogt          | 3. Aika Tadžima             | 3. Alexandr Šikov          | 3. Assel Marlenova   | 3. William Bosi     | 3. Franziska Sterrer    |
|                          |                             |                            |                      |                     |                         |
| 4. Sergej Bydtajev       | 4. Kajsa Rosén              | 4. Kostianty Pavlenko      | 4. Iuliia Panteleeva | 4. Nicolas Collin   | 4. Miho Nonaka          |
| 5. Fedir Samoilov        | 5. Heloise Doumont          | 5. Luke Muehring           | 5. Amanda Wooten     | 5. Georg Parma      | 5. Johanna Färber       |
| 6. Vladislav Ševčenko    | 6. Andrea Kümin             | 6. Zhang Peng              | 6. Daria Lezhnina    | 6. Nicolas Pelorson | 6. Serika Okawachi      |
| 7. Shinichiro Nomura     | 7. Alina Ring               | 7. Mehdi AliPourShenazandi | 7. Irina Sabitova    | 7. Ryohei Kameyama  | —                       |
| 8. Nicolas Collin        | 8. Jevgenija Lapšinová      | 8. Vladislav Myznikov      | 8. Aurelia Sarisson  | —                   | —                       |
|                          |                             |                            |                      |                     |                         |
| 33.-34. Zbyšek Černohous | 22.-24. Veronika Scheuerová | —                          | —                    | —                   | 29. Veronika Scheuerová |
| 8 finalistů              | 8 finalistek                | 8/4 finalistů              | 8/4 finalistek       | 7 finalistů         | 6 finalistek            |
| 26 semifinalistů         | 26 semifinalistek           | 16 semifinalistů           | 16 semifinalistek    | ? semifinalistů     | 20 semifinalistek       |
| 58 juniorů               | 34 juniorek                 | 63 juniorů                 | 40 juniorek          | 48 juniorů          | 23 juniorek             |

### Výsledky chlapců a dívek v kategorii A
| obtížnost             | obtížnost           | rychlost           | rychlost                  | bouldering            | bouldering                |
| --------------------- | ------------------- | ------------------ | ------------------------- | --------------------- | ------------------------- |
| chlapci               | dívky               | chlapci            | dívky                     | chlapci               | dívky                     |
| 1. Giorgio Bendazzoli | 1. Janja Garnbret   | 1. Gian Luca Zodda | 1. Elizaveta Ivanova      | 1. Keita Dohi         | 1. Janja Garnbret         |
| 2. Kai Lightner       | 2. Mia Krampl       | 2. Sergej Rukin    | 2. Elma Fleuret           | 2. Kai Lightner       | 2. Vita Lukan             |
| 3. Taito Nakagami     | 3. Vita Lukan       | 3. Georgii Morozov | 3. Elisabetta Dalla Brida | 3. Kai Harada         | 3. Maya Madere            |
|                       |                     |                    |                           |                       |                           |
| 4. Jakub Konečný      | 4. Nina Arthaud     | 4. Yongsu Lee      | 4. Jelena Remizovová      | 4. Nimrod Marcus      | 4. Eva Maria Hammelmüller |
| 5. Pietro Biagini     | 5. Tjasa Slemensek  | 5. Timur Yamaliev  | 5. Piper Kelly            | 5. Filip Schenk       | 5. Jelena Krasovská       |
| 6. Meiči Narasaki     | 6. Laura Stöckler   | 6. Carlos Granja   | 6. Jenna Wang             | 6. Dominik Haertl     | 6. Giulia Medici          |
| 7. Arsène Duval       | 7. Jelena Krasovská | 7. Max Hammer      | 7. Ekaterina Barashchuk   | —                     | —                         |
| 8. Filip Schenk       | 8. Johanna Holfeld  | 8. Donghyun Jang   | 8. Ariana Mathews         | —                     | —                         |
|                       |                     |                    |                           |                       |                           |
| 22. Vojtěch Trojan    | 20. Lenka Slezáková | —                  | —                         | 19.-20. Jakub Konečný | 33. Lenka Slezáková       |
| —                     | —                   | —                  | —                         | 38. Vojtěch Trojan    | —                         |
| 8 finalistů           | 8 finalistek        | 8/4 finalistů      | 8/4 finalistek            | 6 finalistů           | 6 finalistek              |
| 26 semifinalistů      | 26 semifinalistek   | 16 semifinalistů   | 16 semifinalistek         | ? semifinalistů       | 20 semifinalistek         |
| 62 chlapců            | 51 dívek            | 65 chlapců         | 53 dívek                  | 51 chlapců            | 39 dívek                  |

### Výsledky chlapců a dívek v kategorii B
| obtížnost               | obtížnost            | rychlost               | rychlost              | bouldering              | bouldering               |
| ----------------------- | -------------------- | ---------------------- | --------------------- | ----------------------- | ------------------------ |
| chlapci                 | dívky                | chlapci                | dívky                 | chlapci                 | dívky                    |
| 1. Sam Avezou           | 1. Ašima Širaiši     | 1. Almaz Nagaev        | 1. Karina Gareeva     | 1. Nathan Martin        | 1. Ašima Širaiši         |
| 2. Katsura Konishi      | 2. Brooke Raboutou   | 2. Roman Bozhko        | 2. Daria Kuznetsova   | 2. Davide Marco Colombo | 2. Futaba Ito            |
| 3. Hidemasa Nishida     | 3. Laura Rogora      | 3. Danil Ogorodnikov   | 3. Giorgia Strazieri  | 3. Katsura Konishi      | 3. Brooke Raboutou       |
|                         |                      |                        |                       |                         |                          |
| 4. Luka Potočar         | 4. Celina Schoibl    | 4. Yaroslav Tkach      | 4. Polina Kulagina    | 4. Sam Avezou           | 4. Laura Rogora          |
| 5. Devin Hammonds       | 5. Sandra Lettner    | 5. Griffin Barros-King | 5. Aleksandra Kalucka | 5. Riley Thurstans      | 5. Sandra Lettner        |
| 6. Nathan Martin        | 6. Jani Zoraj        | 6. Luke Rodley         | 6. Ni MingWei         | 6. Shuhei Yukimaru      | 6. Frederike Fell        |
| 7. Fulkerson Ross       | 7. Miu Kurita        | 7. Anton Kulba         | 7. Romane Fontelaye   | —                       | —                        |
| 8. Davide Marco Colombo | 8. Camille Pouget    | 8. Zhu Rong            | 8. Polina Goreva      | —                       | —                        |
|                         |                      |                        |                       |                         |                          |
| —                       | 22. Eliška Adamovská | —                      | —                     | —                       | 28.-29. Eliška Adamovská |
| 8 finalistů             | 8 finalistek         | 8/4 finalistů          | 8/4 finalistek        | 6 finalistů             | 6 finalistek             |
| 26 semifinalistů        | 27 semifinalistek    | 16 semifinalistů       | 16 semifinalistek     | ? semifinalistů         | 20 semifinalistek        |
| 52 chlapců              | 55 dívek             | 52 chlapců             | 54 dívek              | 38 chlapců              | 40 dívek                 |

### Medaile podle zemí
| pořadí | stát               | Zlatá medaile | Stříbrná medaile | Bronzová medaile | celkem |
| ------ | ------------------ | ------------- | ---------------- | ---------------- | ------ |
| 1.     | Rusko              | 4             | 3                | 3                | 10     |
| 2.     | USA                | 4             | 3                | 2                | 9      |
| 3.     | Itálie             | 3             | 1                | 3                | 7      |
| 4.     | Slovinsko          | 2             | 2                | 1                | 5      |
| 5.     | Francie            | 2             | 2                | 0                | 4      |
| 6.     | Japonsko           | 1             | 3                | 5                | 9      |
| 7.     | Chorvatsko         | 1             | 0                | 0                | 1      |
| 7.     | Belgie             | 1             | 0                | 0                | 1      |
| 9.     | Rakousko           | 0             | 1                | 1                | 2      |
| 9.     | Švýcarsko          | 0             | 1                | 1                | 2      |
| 9.     | Spojené království | 0             | 1                | 1                | 2      |
| 12.    | Polsko             | 0             | 1                | 0                | 1      |
| 13.    | Kazachstán         | 0             | 0                | 1                | 1      |

### Zúčastněné země
| Junioři (dle nejlepšího závodníka) | Junioři (dle nejlepšího závodníka) | Junioři (dle nejlepšího závodníka) | Junioři (dle nejlepšího závodníka) | Junioři (dle nejlepšího závodníka) | Junioři (dle nejlepšího závodníka) | Junioři (dle nejlepšího závodníka) |
|                                    | obtížnost                          | obtížnost                          | rychlost                           | rychlost                           | bouldering                         | bouldering                         |
| chlapci                            | dívky                              | chlapci                            | dívky                              | chlapci                            | dívky                              |                                    |
| ---------------------------------- | ---------------------------------- | ---------------------------------- | ---------------------------------- | ---------------------------------- | ---------------------------------- | ---------------------------------- |
| 1.                                 | neznámá vlajka                     | neznámá vlajka                     | neznámá vlajka                     | neznámá vlajka                     | neznámá vlajka                     | neznámá vlajka                     |
| 2.                                 | neznámá vlajka                     | neznámá vlajka                     | neznámá vlajka                     | neznámá vlajka                     | neznámá vlajka                     | neznámá vlajka                     |
| 3.                                 | neznámá vlajka                     | neznámá vlajka                     | neznámá vlajka                     | neznámá vlajka                     | neznámá vlajka                     | neznámá vlajka                     |
| 4.                                 | neznámá vlajka                     | neznámá vlajka                     | neznámá vlajka                     | neznámá vlajka                     | neznámá vlajka                     | neznámá vlajka                     |
| .                                  | —                                  | —                                  | —                                  | —                                  | Česko                              | —                                  |
|                                    | X                                  | X                                  | X                                  | X                                  | X                                  | X                                  |